# Miroir des chats
Miroir des chats est un ouvrage de Leonor Fini consacré aux chats, publié pour la première fois en 1977 aux éditions de la Différence à Paris.
Miroir des Chats rappelle combien l’inspiration de l'artiste était influencée par le caractère insaisissable de ces félins. Leonor Fini se voulait mystérieuse, sensuelle, et libre comme ses amis les chats. 
Il a été republié dans une édition illustrée, sous la direction artistique de Richard Overstreet (déjà le photographe attitré de Leonor Fini et de ses félidés dans les années 1970) par les éditions Slatkine.